# Sven Berggren
Sven Berggren (12 de agosto de 1837-Lund, 28 de junio de 1917) fue un naturalista, profesor y botánico sueco.

## Biografía
De 1883 a 1902, profesor en la Universidad de Lund, y luego en la de Upsala.
Hace expediciones recolectando flora de distintas áreas del mundo, e.g. Svalbard en 1868, Groenlandia en 1870 (en ambas ocasiones con Adolf Erik Nordenskjöld) y, en 1873, Nueva Zelanda, Australia, Hawái y California. Hace particularmente recolecciones y descripciones de nuevas briofitas y en menos cantidad plantas vasculares, algas y hongos.
Sus colecciones se resguardan en la Universidad de Lund.

## Obra
- Musci et Hepaticæ Spetsbergenses - Bericht über die Untersuchung den Moosflora Spitzbergens und Beeren-Eilands während der schwedischen Expeditionen 1864 und 1868, und Verzeichniss den dort gesammelten Arten. Kungliga svenska Vetenskapsakademiens Handlingar N.S., vol. 13 (7), Estocolmo, 1875

- Undersökning af mossfloran vid Disko-bugten och Auleitsivikfjorden i Grönland. Kungliga svenska Vetenskapsakademiens Handlingar N.S. v. 13 (8), Estocolmo, 1875

- On New Zealand Hepaticæ I. Lund, 1898

- Colección de la flora vascular de Hawái

## Honores
- 1880: miembro de la Real Academia de las Ciencias de Suecia

### Eponimia
- (Cyperaceae) Carex berggreni Petrie[1]

- (Ranunculaceae) Ranunculus berggreni Petrie[2]

- (Violaceae) Viola berggrenii W.Becker[3]

- La abreviatura «Berggr.» se emplea para indicar a Sven Berggren como autoridad en la descripción y clasificación científica de los vegetales.[4]